# 그래픽 노블

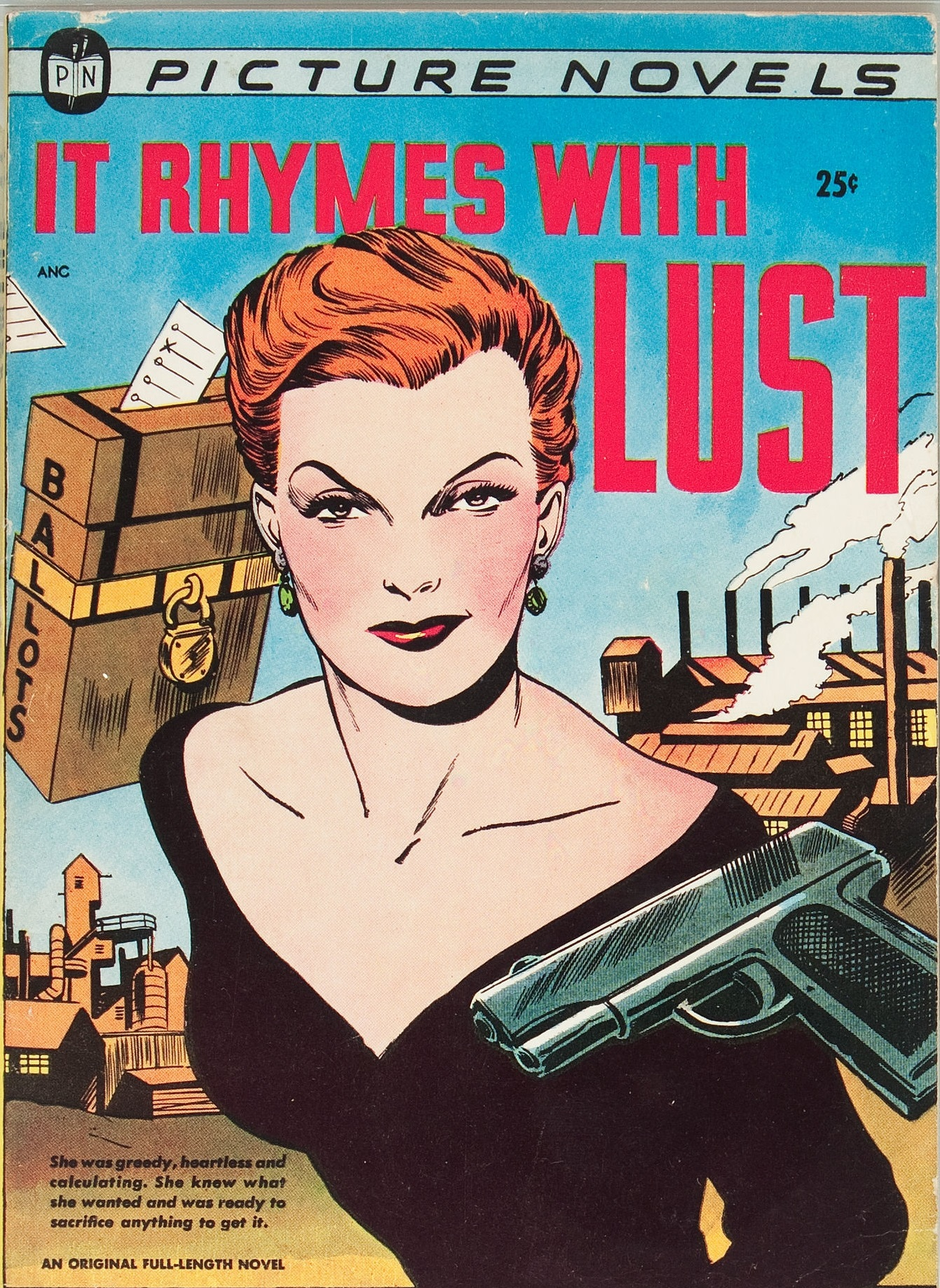
다이제스트 사이즈의 픽처 노벨. It Rhymes with Lust (1950년)

그래픽 노블(graphic novel)은 만화책의 한 형태로, 보통 소설만큼 길고 복잡한 스토리라인을 가지고 있다. 하지만 단순히 단편 만화의 앤솔로지를 그래픽 노블이라고 하기도 한다.
그래픽 노블은 대체로 보통의 만화 잡지보다 튼튼하게 제본되어 있으며, 인쇄 도서와 같은 재료와 방법으로 만들고, 가판대보다는 서점이나 만화 가게 등지에서 찾을 수 있다.

## 같이 보기
- 《브이 포 벤데타》
- 《왓치맨》
- 《프롬 헬》
- 《코드네임 X》
- 《리그 오브 엑스트라오디너리 젠틀맨》